# Sanga Grande
Sanga Grande é um bairro localizado no Município de Meleiro do Estado de Santa Catarina.

## História
Possui este nome, devido a uma grande sanga que nascia na localidade de Poço Verde, passando por esta comunidade e desembocando no rio Manoel Alves.
Os primeiros moradores de Sanga Grande foram: Francisco Nazário, Manoel Bento, Pedro Souza, Antonio Berlanda e Jovino Marcolino(senhor ‘’salgado’’). Os primeiros colonizadores derrubaram árvores para iniciar o plantio de feijão, mandioca e cana-de-açúcar e a fim de obter madeira para a construção de seus ranchos. 

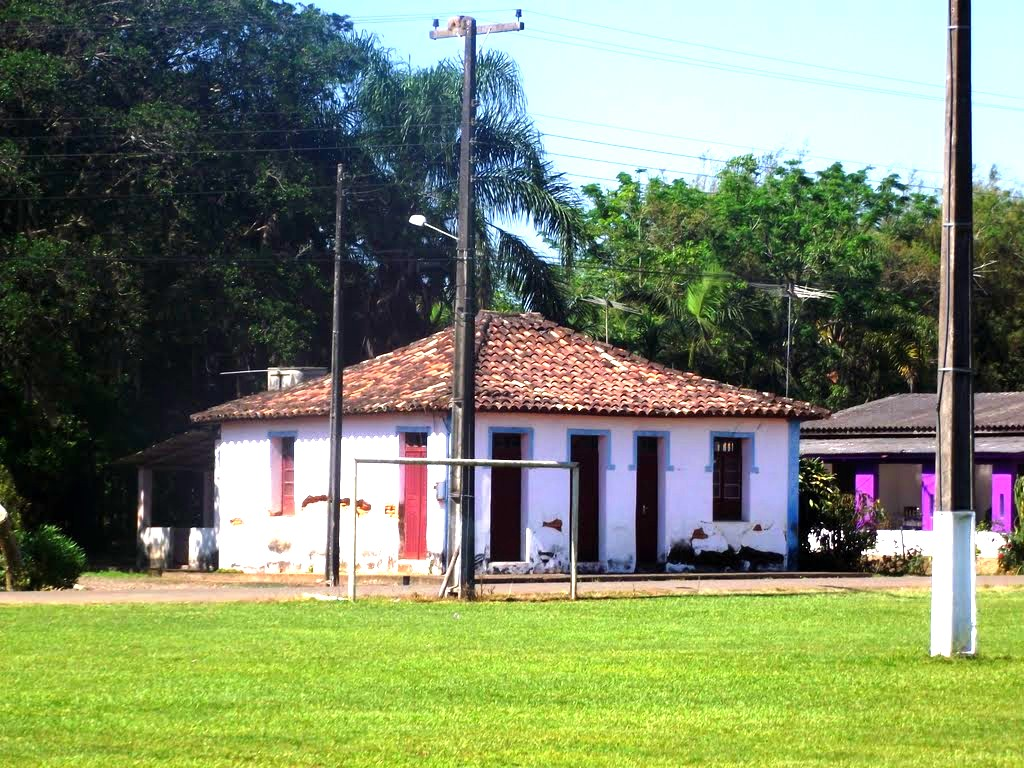
A Casa Antiga de Sanga Grande

A casa mais antiga da comunidade é de Gregório Pereira Filho(Passinho). Construída em 1944. A casa pertenceu a Glória Pirola Pereira (sua neta), hoje já demolida.
O primeiro comerciante foi Francisco Nazário, mas na localidade já existiam vários engenhos de farinha de mandioca e de cana-de-açúcar. Também havia um descascador de arroz e um açougue, de propriedade de Gregório Pereira Filho. Sanga Grande era conhecida como a localidade das ‘’bodegas’’, pois houve uma época em que, entre bares e armazéns, havia oito. Atualmente, existem em Sanga Grande: dois mercados, dois bares, uma barbearia, uma madeireira, uma indústria química, uma associação beneficente chamada Monte Sinai, uma escola, um Secador de Milho e um Posto de saúde..
Também há na comunidade três Igrejas: A igreja Católica, A Igreja Assembléia de Deus e A Igreja Seguidores de Jesus.

## Geografia
O bairro Sanga Grande está localizado em Meleiro, e fica 5 km longe do centro de Meleiro. está situado á latitude de 28º29'43'' e longitude á 49º01'03'' de Greenwich, com uma altitude média de 38 metros em relação ao nível do mar.

### Relevo
A área territorial de Sanga Grande está encravada em uma espessa capa de lavas basálticas. O relevo característico dessa área é ondulado, apresentando uma série de elevações. Os declives, sempre curtos, são interrompidos pelas partes  planas dos solos a ela associados. A altitude média de ocorrência desses solos é de 60 metros.
Aproximadamente 50% da área do bairro é de topografia plana e levemente ondulada. 

### Vegetação
Em face da escassez das matas, o território foi dividido em propriedades agropecuárias, tornando-se a agropecuária e a pecuária as atividades dominantes, estimulados pela natureza do solo, das pastagem e do clima.

### Clima
O clima classifica-se como mesotérmico úmido, com estações de inverno e verão bem definidas e raras estações secas. Apresenta temperatura máximas em torno de 38ºC e minimas de 0ºC  e médias em torno de 19ºC. A precipitação pluviométrica anual é de 1.200 á 1.500 mm. As geadas são ocasionais.

### Solo
O solo é árido, argiloso e arenoso.

## Infra-estrutura

### Saúde pública
Visando o bem estar geral da população, Sanga Grande possui uma Unidade Básica de Saúde para atender os moradores.
O Programa Saúde da Família objetiva atuar com ações de prevenção, recuperação e reabilitação de doenças e agravos mais frequentes, e na manutenção da saúde da comunidade.

### Saneamento
A coleta de lixo atende a comunidade. Redes de esgoto, pavimentação asfáltica  e pavimentação com lajotas de concreto contribuem para a saúde e o bem-estar da comunidade.

## Economia

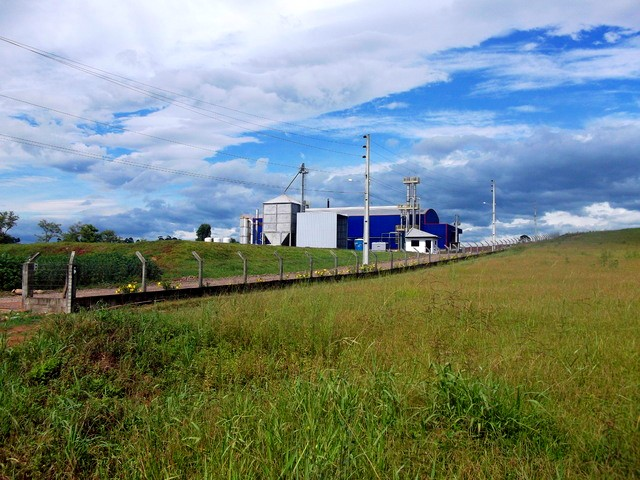
Ecosil instalada no bairro Sanga Grande, Meleiro.

A economia de Sanga Grande é baseada na agricultura, avicultura, indústria e pecuária de leite. A agricultura se resume no cultivo de arroz, fumo e milho. Na avicultura, há praticamente cinco aviários na comunidade para confinar as aves para a agroindústria JBS. Na indústria se destaca a Ecosil (Indústria Química do Brasil). E na pecuária de leite, há praticamente sete produtores de leite, a maioria do leite produzido em Sanga Grande é vendido para a empresa de laticínios, Veneza. 

### Indústria
A unica indústria de Sanga Grande é a Ecosil (Indústria Química do Brasil). A indústria produz derivados na fabricação de pneumáticos, utilizando como Matéria-prima o resíduo do arroz. 

## Turismo

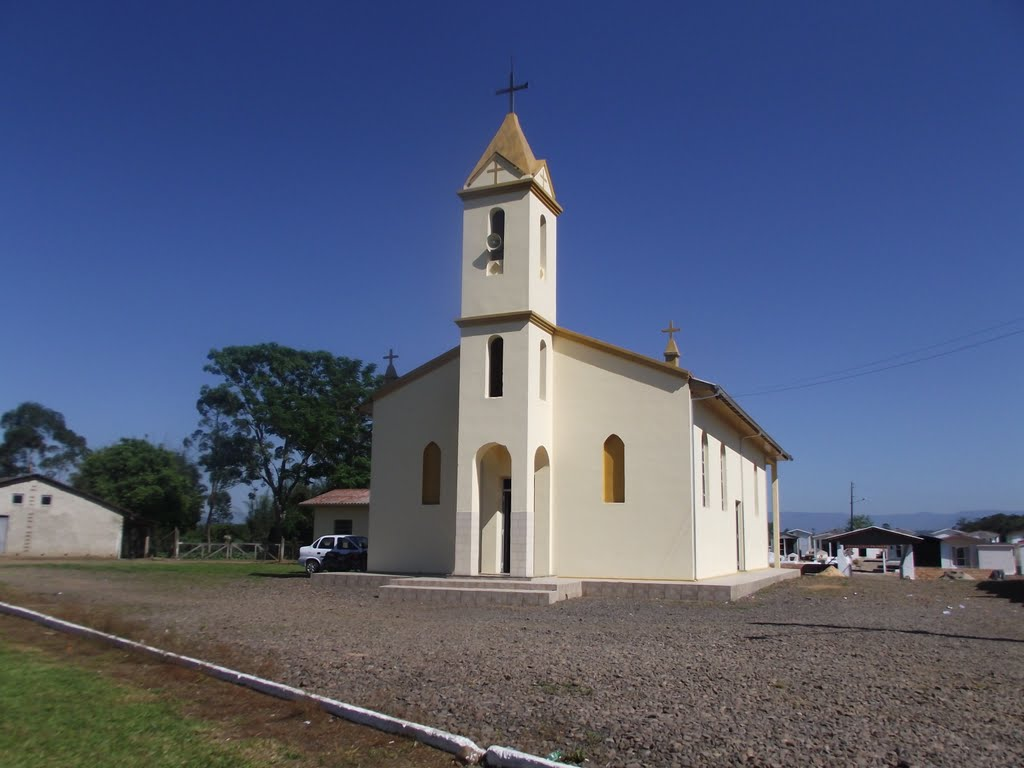
Igreja de São Pedro

Por estar localizada em meio rural, Sanga Grande dispõe de belíssimas paisagens naturais. Antigamente havia um outro ponto turístico, A Casa do Seu passinho, era considerada uma das mais antigas da comunidade e do município de Meleiro, hoje já demolida. Os principais pontos turísticos atualmente são:
- Igreja de São Pedro
- A Sanga, a qual surgiu o nome da comunidade.
- Paisagens naturais

### Datas festivas
- 29 de junho - festa de São Pedro, padroeiro da comunidade.[5]

## Educação
A primeira escola foi criada em 1939 e atendia da 1ª á 4ª série do primeiro grau. Passou por uma série de mudanças de nome e hoje denomina-se Escola de Educação Básica Municipal Jerônimo Paulino Neto, em homenagem á família doadora do terreno. Pertenceu ao Estado desde seu inicio até final do ano de 2001, e hoje é uma escola municipal.

## Esportes

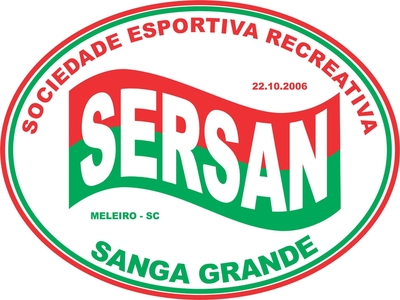
Logotipo do Clube de Futebol Sersan.

As pessoas da comunidade apreciam muito o esporte, sendo que o futebol suíço é seu preferido. Já os mais idosos sempre deram preferência a um bom jogo de bocha. 

### O clube
No dia 22 de outubro de 2006, foi criado um clube de futebol em Sanga Grande, chamada Sociedade Esportiva Recreativa Sanga Grande (Sersan). O time já recebeu várias vitórias e conseguiu dois títulos, foi vice-campeã municipal de Meleiro em 2008 e campeã municipal de Meleiro em 2010.